# Robyn Lively
Robyn Elaine Lively (ur. 7 lutego 1972 w Powder Springs) – amerykańska aktorka filmowa i telewizyjna. Znana jest głównie ze swoich ról w filmach Młoda czarownica i Karate Kid III, a także w serialach Doogie Howser, lekarz medycyny, Miasteczko Twin Peaks, Savannah i Ocalić Grace. Od 1999 roku jest żoną Barta Johnsona, z którym ma troje dzieci. Jej ojczymem jest aktor Ernie Lively. Ma dwójkę starszego rodzeństwa – siostrę Lori i brata Jasona. Ma też dwójkę młodszego, przyrodniego rodzeństwa – brata Erica i siostrę Blake. W 2010 wystąpiła w filmie Listy do Pana Boga.